# سیلیکون-قلع
سیلیکون-قلع (به انگلیسی: Silicon-tin) یا SiSn، به‌طور کلی اصطلاحی است که برای آلیاژی به شکل Si(1-x)Snx استفاده می‌شود. نسبت مولکولی قلع در سیلیکون می‌تواند بر اساس روش‌های ساخت یا شرایط آلایش متفاوت باشد. به‌طور کلی، SiSn ذاتاً نیم‌رسانا است و حتی مقادیر کمی از آلایش Sn در سیلیکون نیز می‌تواند برای ایجاد کرنش در شبکه سیلیکونی و تغییر خواص انتقال بار استفاده شود.

## مطالعات نظری
چندین کار نظری نشان داده‌اند که SiSn نیم‌رسانا است. اینها عمدتاً شامل مطالعات مبتنی‌بر دی‌اف‌تی هستند. ساختارهای نواری به‌دست‌آمده با استفاده از این آثار، تغییر در شکاف باند سیلیکون با گنجاندن قلع به شبکه سیلیکونی را نشان می‌دهند؛ بنابراین، مانند ژرمانیوم‌سیلیکون، سیلیکون-قلع دارای یک شکاف باند متغیر است که می‌تواند با استفاده از غلظت Sn به‌عنوان یک متغیر کنترل شود. در سال ۲۰۱۵، حسین و همکاران. به‌طور تجربی تنظیم شکاف باند مرتبط با پخش قلع را با استفاده از دیودهای پیوندی p-n همگن و تیز تأیید کرد.

## تولید
سیلیکون‌قلع را می‌توان به صورت تجربی با استفاده از چندین روش به دست آورد. برای مقدار کمی از قلع در سیلیکون، فرایند چُکرالِسکی به خوبی شناخته شده است. نفوذ قلع به سیلیکون نیز در گذشته به‌طور گسترده آزمایش شده است. قلع ظرفیت و الکترونگاتیوی مشابهی با سیلیکون دارد و می‌توان آن را در ساختار بلوری مکعبی الماسی (α-Sn) یافت؛ بنابراین، سیلیکون و قلع با سه قانون از چهار قانون هیوم-روتری برای حل‌پذیری حالت جامد مطابقت دارند. تنها معیاری که رعایت نمی‌شود، تفاوت در اندازه اتمی است. اتم قلع به‌طور قابل‌توجهی بزرگتر از اتم سیلیکون است (۳۱٫۸٪). این امر حل‌پذیری حالت جامد قلع در سیلیکون را کاهش می‌دهد.

## عملکرد الکتریکی
اولین ماسفت (ترانزیستور اثر میدانی فلز-اکسید-نیم‌رسانا) با استفاده از سیلیکون‌قلع به عنوان یک ماده کانال در سال ۲۰۱۳ نشان داده شد این مطالعه ثابت کرد که سیلیکون-قلع می‌تواند به عنوان نیم‌رسانا برای ساخت ماسفت استفاده شود و ممکن است کاربردهای ویژه‌ای وجود داشته باشد که استفاده از سیلیکون-قلع به جای سیلیکون ممکن است سودمندتر باشد. به‌طور خاص، جریان خاموشی ترانزیستورهای سیلیکون-قلع بسیار کمتر از ترانزیستورهای سیلیکونی است. بنابراین، مدارهای منطقی مبتنی‌بر ماسفت‌های سیلیکون-قلع در مقایسه با مدارهای مبتنی‌بر سیلیکون، توان استاتیکی کمتری مصرف می‌کنند. این در افزاره‌های با باتری (افزاره‌های LSTP)، که در آن‌ها برای عمر باتری طولانی‌تر باید توان آماده‌به‌کار کاهش یابد، سودمند است.

## رسانندگی گرمایی
آلیاژهای سیلیکون-قلع کمترین رسانندگی (۳ W/mK) را در بین همه آلیاژهای حجمی درمیان سیلیکون-ژرمانیوم، ژرمانیوم-قلع و سیلیکون-ژرمانیوم-قلع دارند. کمتر از نیمی از سیلیکون-ژرمانیوم که به‌طور گسترده مورد مطالعه قرار گرفته است، به تفاوت جرم بیشتر بین دو جزءتشکیل‌دهنده نسبت داده می‌شود. علاوه بر این، لایه‌های نازک کاهش بیشتری در رسانندگی گرمایی ارائه می‌دهند که به حدود W/mK ۱ در لایه‌های سیلیکون-قلع، ژرمانیوم-قلع و سه‌تایی سیلیکون-ژرمانیوم-قلع با ضخامت ۲۰ نانومتر می‌رسد که نزدیک به رسانندگی ید سیلیکون اَریخت است. آلیاژهای گروه IV دربردارندهٔ قلع دارای پتانسیل تبدیل انرژی ترموالکتریک با بازدهی-بالا هستند.